# سنايبر إليت
سنايبر إليت (بالإنجليزية: Sniper Elite)‏ ، هي لعبة إلكترونية من نوع التصويب التكتيكي، أنتجت عام 2005م.

## أحداث اللعبة
تدور أحداث اللعبة في الحرب العالمية الثانية، وبالتحديد في ألمانيا النازية، وتدور القتال بين الجيش الألماني وبين الجيش السوفييتي، يقوم بطل اللعبة بتجهيز بندقية القناصة لقتل الخصوم.

## وصلات خارجية
- سنايبر إليت على موبي غيمز
- سنايبر إليت على موقع غيم فاكس